# Puiseux-le-Hauberger
Puiseux-le-Hauberger är en kommun i departementet Oise i regionen Hauts-de-France i norra Frankrike. Kommunen ligger i kantonen Neuilly-en-Thelle som tillhör arrondissementet Senlis. År 2022 hade Puiseux-le-Hauberger 859 invånare.

## Befolkningsutveckling
Antalet invånare i kommunen Puiseux-le-Hauberger
| Referens: INSEE |